# 서울전농초등학교
서울전농초등학교(서울典農初等學校)는 대한민국 서울특별시 동대문구에 있는 공립 초등학교이다.

## 학교 연혁
- 1942년 4월 8일: 개교
- 1961년 11월 20일: 서울전곡국민학교로 12학급 분리
- 1962년 11월 20일: 서울답십리국민학교로 24학급 분리
- 1972년 5월 6일: 서울신답국민학교로 27학급 분리
- 2016년 2월 19일: 제70회 졸업식 (110명 졸업)
- 2022년 4월 8일: 개교 80주년

## 참고 자료
- 서울전농초등학교 - 한국교육학술정보원 학교알리미